# 400
Évszázadok: 3. század – 4. század – 5. század
Évtizedek: 350-es évek – 360-as évek – 370-es évek – 380-as évek – 390-es évek – 400-as évek – 410-es évek – 420-as évek – 430-as évek – 440-es évek – 450-es évek
Évek: 395 – 396 – 397 – 398 –  399 – 400 – 401 – 402 – 403 – 404 – 405

## Események

### Nyugatrómai- és Keletrómai Birodalom
- Flavius Stilichót (nyugaton) és Flavius Aurelianust (keleten) választják consulnak.
- Arcadius keletrómai császár feleségét, Aelia Eudoxiát formálisan is augusta rangra emeli.
- Konstantinápolyt hatalmába keríti a császár főparancsnoka, a gót Gainas és és zsoldosai. Templomot követel ariánus katonáinak, de Aranyszájú Szt. János pátriárka tanácsára Arcadius császár ezt megtagadja tőlük. Végül felkelés tör ki a gótok ellen, a zavargások során a polgárok legyilkolnak egy templomba menekülő 7 ezer gótot. Gainas a tengeren próbál menekülni, de a szintén gót Fravitta császári flottaparancsnok elsüllyeszti szedett-vedett hajóraját. Gainasnak sikerül megszöknie és maradék embereivel átkel a Dunán, ahol a hunok legyőzik a csapatát, Gainas fejét pedig Uldin király elküldi Arcadiusnak.
- Az első toledói zsinaton elítélik a priszcilliánus irányzatot.

### Kína
- Kései Csin megtámadja és annektálja Nyugati Csin államot; Csifu Kankuj fejedelem előbb Déli Liang államba menekül, majd attól tartva hogy meggyilkolják mégis megadja magát Kései Csinnek, ahol nemesi rangot és hadvezéri posztot kap.
- Meghal Lü Kuang, Kései Liang állam alapítója. Utódjául hivatalos feleségétől született fiát, Lü Saót nevezi meg, de az tehetségtelennek bizonyul. Legidősebb féltestvére, Lü Cuan fellázad ellene, Lü Sao pedig öngyilkos lesz.

### Japán
- Nintoku császár előző évi halála után fia, Ricsú foglalja el a trónt.

## Születések
- Flavius Ardabur Aspar, alán származású keletrómai hadvezér
- Szozomenosz, görög egyháztörténetíró

## Halálozások
- Gainas, gót származású keletrómai hadvezér

## Fordítás
- Ez a szócikk részben vagy egészben  a(z)   400 című angol Wikipédia-szócikk ezen változatának fordításán alapul.  Az eredeti cikk szerkesztőit annak laptörténete sorolja fel. Ez a jelzés csupán a megfogalmazás eredetét és a szerzői jogokat jelzi, nem szolgál a cikkben szereplő információk forrásmegjelöléseként.